# Francisco Moltó Pascual
Francisco Moltó Pascual (Alcoi, 1875 - Ibi, 1954) fou un advocat i polític valencià, alcalde d'Alcoi durant la restauració borbònica i diputat a Corts durant la Segona República Espanyola.
Seguidor d'Antoni Maura, fou un dels reorganitzadors del Partit Liberal Conservador a Alcoi i candidat a les eleccions a Corts de 1905, però fou derrotat per José Canalejas y Méndez. Alhora, treballà com a advocat del Banc d'Espanya, conseller (1908) i vicepresident (1916) del Monte de Piedad Alcoyano i també fou conseller de l'empresa Papeleras Reunidas, secretari de la Mutualidad de Levante i de La Textil Alcoyana.
Fou alcalde d'Alcoi i diputat provincial de 1914 a 1917, però els liberals l'acusaren de no jugar net. El 1919 participà en el II Congrés de la Confederació Patronal Espanyola celebrat a Barcelona, on defensà la línia de repressió del moviment sindicalista i de les reivindicacions obreres. Durant la dictadura de Primo de Rivera fou un destacat dirigent de la Unión Patriótica. Després de les eleccions de 1931 es va unir a la Dreta Regional Valenciana, però fou elegit diputat per la província d'Alacant per Acció Popular dins les llistes de la CEDA a les eleccions generals espanyoles de 1933.
A les eleccions generals espanyoles de 1936 fou candidat de la CEDA, però no fou escollit. Durant la guerra civil espanyola li fou imposat un impost revolucionari com a desafecte. Posteriorment fou declarat fill predilecte d'Alcoi.